# Papuaphiloscia alba
Papuaphiloscia alba är en kräftdjursart som beskrevs av Nunomura2000. Papuaphiloscia alba ingår i släktet Papuaphiloscia och familjen Philosciidae. Inga underarter finns listade i Catalogue of Life.